# 張福林
富蘭克林·拉蒙·張·迪亞茲（西班牙語：Franklin Ramón Chang Díaz，1950年4月5日—），漢名張福林，美國航天员，至今曾參與七個太空任務。是美國首位西班牙裔太空人。

## 生平
張福林生於哥斯達黎加，擁有四分之一華人血統。其祖父陳詠典，生於中國廣東省中山縣，在義和團運動期間，移民哥斯大黎加。為了移民，陳詠典購買了一張出生證明，上面的姓氏為張，因此其祖父改姓張。張詠典在哥斯大黎加經商，其妻子是哥斯大黎加人，兩人生下11名子女。其父張瑞典（Ramon Angel Chang Morales），是家中的三子，是一名石油商人。
後來移居美國去完成高中教育，於1973年完成機械工程學士學位，1977年於麻省理工完成應用等離子物理學博士學位。畢業後曾研究等離子火箭推進器。
他於1980年被美國太空總署選為太空人，並於1986年執行首個任務，名為。在2002年的任務中，他曾參與建設國際太空站的工作。后来他建立了Ad Astra 火箭公司设计可变比冲磁等离子体火箭。

## 家庭
其女儿陈翟苏妮为马萨诸塞州州参议员。